# Ариктах
Ариктах (рос. Арыктах) — село у Кобяйському улусі Республіки Сахи Російської Федерації.
Населення становить 286 осіб. Належить до муніципального утворення Ариктахський наслег.

## Географія

### Клімат
| Клімат Ариктаха           | Клімат Ариктаха | Клімат Ариктаха | Клімат Ариктаха | Клімат Ариктаха | Клімат Ариктаха | Клімат Ариктаха | Клімат Ариктаха | Клімат Ариктаха | Клімат Ариктаха | Клімат Ариктаха | Клімат Ариктаха | Клімат Ариктаха | Клімат Ариктаха |
| Показник                  | Січ.            | Лют.            | Бер.            | Квіт.           | Трав.           | Черв.           | Лип.            | Серп.           | Вер.            | Жовт.           | Лист.           | Груд.           | Рік             |
| Середній максимум, °C     | −35,9           | −30,3           | −15,6           | −1,7            | 9,6             | 19,9            | 23,4            | 19,6            | 9,8             | −4,9            | −24,4           | −33,2           | −5              |
| Середня температура, °C   | −39,2           | −34,6           | −22,3           | −8,5            | 4,1             | 13,7            | 17,1            | 13,6            | 4,9             | −8,7            | −28,1           | −36,7           | −10             |
| Середній мінімум, °C      | −42,5           | −38,8           | −28,9           | −15,3           | −1,4            | 7,5             | 10,9            | 7,6             | 0,1             | −12,5           | −31,7           | −40,1           | −15             |
| Норма опадів, мм          | 11              | 7               | 8               | 10              | 22              | 39              | 48              | 44              | 32              | 24              | 17              | 13              | 275             |
| ------------------------- | --------------- | --------------- | --------------- | --------------- | --------------- | --------------- | --------------- | --------------- | --------------- | --------------- | --------------- | --------------- | --------------- |
| Джерело: climate-data.org |                 |                 |                 |                 |                 |                 |                 |                 |                 |                 |                 |                 |                 |

## Історія
Згідно із законом від 30 листопада 2004 року органом місцевого самоврядування є Ариктахський наслег.

## Населення
| 2002 | 2010 |
| ---- | ---- |
| 275  | ↗286 |